# Поклонението на влъхвите от Оспедале дели Иноченти
„Поклонението на влъхвите“ (на италиански: Adorazione dei Magi) е картина на италианския ренесансов художник Доменико Гирландайо, нарисувана през 1488 г., изобразяваща библейската сцена „Поклонение на влъхвите на младенеца Исус“. Изображението е с размери 243 Х 285 см. и се намира в музея „Оспедале дели Иноченти“ (бивш възпитателен дом, приют и болница за бездомни деца) във Флоренция.

## История и описание
На 28 октомври 1485 г. Франческо ди Джовани Тезори, настоятел на Възпитателния дом във Флоренция, подписва договор с Доменико Гирландайо, за изпълнението на олтарна картина за олтара на църквата „Санта Мария дели Иноченти“, която се намира на територията на Възпитателния дом, срещу възнаграждение в размер на 115 големи флорина. Олтарната картина е завършена през 1488 г. – датата е изписана горе вдясно върху древния архитрав: „МСССCLXXXVIII“. В групата вляво от Богородица, Гирландайо е изобразил свой автопортрет.
За тази олтарна картина подробно пише и Джорджо Вазари в съчинението си „Le vite de' più eccellenti pittori, scultori, e architettori“(1558 г.): „В църквата Иноченти той (Гирландайо) рисува с темпера върху дърво поклонението на влъхвите. Прекрасните глави, както на младите, така и на старите, се отличават с разнообразие на лицата и израженията; и особено в лицето на Богородица се проявява онази благородна красота и грация, които са възможни само в изкуството при изобразяването на майката на Божия син“. Картината е датирана към времето, когато Гирландайо и неговите помощници работят над фреските в капела Торнабуони в църквата „Санта Мария Новела“.
Поклонението на влъхвите остава в олтара до 1786 г., когато интериорът на църквата е променен и картината е преместена на стената зад олтара. През 1917 г. картината е изложена в новосъздадената галерия на втория етаж на сградата с лице към площада.

## Галерия
- детайл: автопортрет на Гирландайо